# Apeira obsoleta
Apeira obsoleta là một loài bướm đêm trong họ Geometridae.